# Vaux-lès-Palameix
Vaux-lès-Palameix ist eine französische Gemeinde mit 59 Einwohnern (Stand 1. Januar 2022) im Département Meuse in der Region Grand Est (bis 2015 Lothringen). Sie gehört zum Kanton Saint-Mihiel im Arrondissement Commercy.

## Geografie
Die Gemeinde liegt 20 Kilometer südöstlich von Verdun.

### Bevölkerungsentwicklung
| Jahr      | 1962 | 1968 | 1975 | 1982 | 1990 | 1999 | 2006 | 2019 |
| Einwohner | 97   | 54   | 37   | 43   | 43   | 26   | 45   | 60   |

## Sehenswürdigkeiten

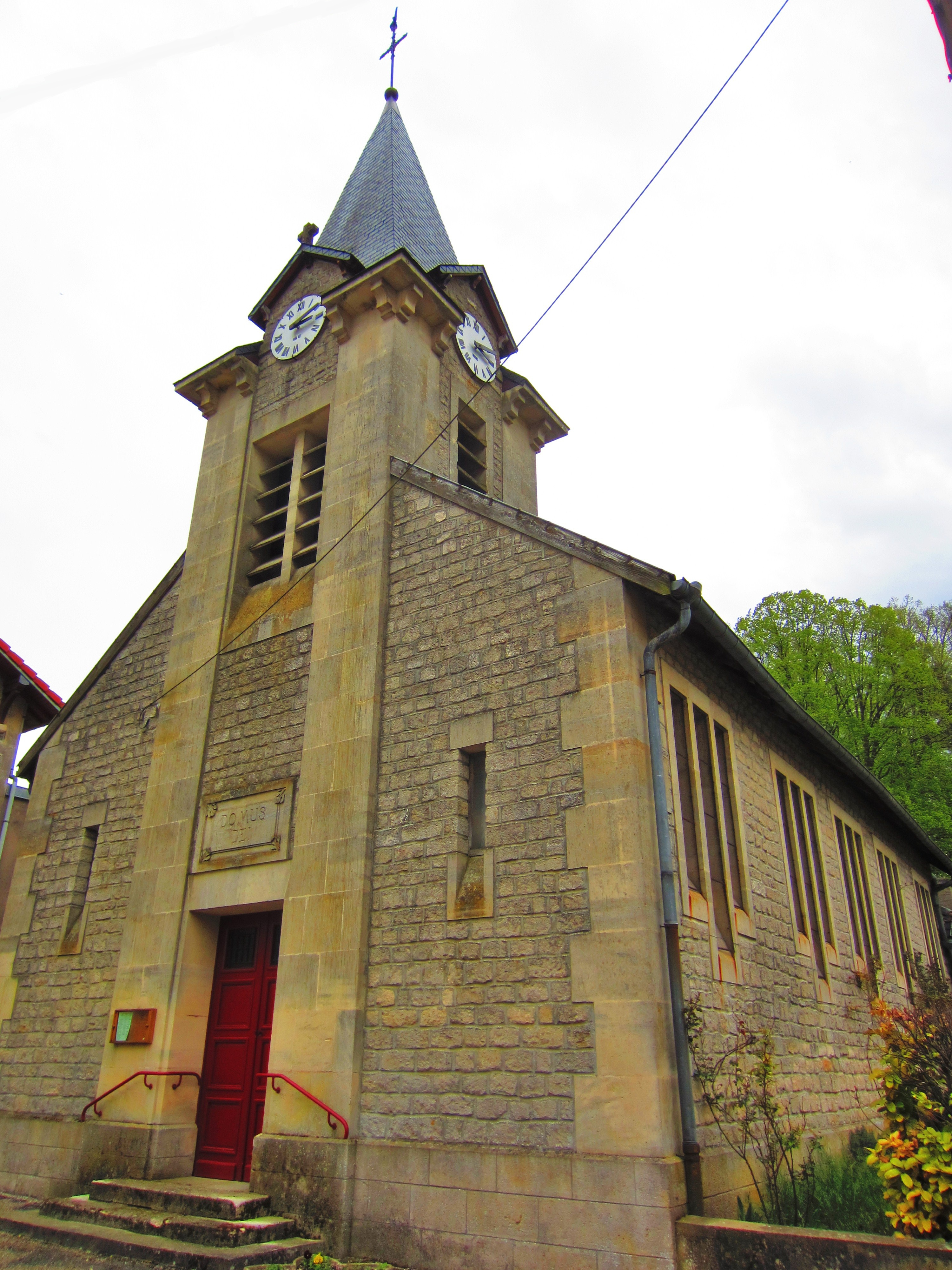
Kirche Saint-Saintin

- Kirche Saint-Saintin